# Clásica Jaén Paraiso Interior 2025
La Clásica Jaén Paraiso Interior 2025, quarta edizione della corsa e valida come evento dell'UCI Europe Tour 2025 categoria 1.1, si svolse il 17 febbraio 2024 su un percorso di 169,2 km, con partenza e arrivo a Úbeda, in Spagna. La vittoria fu appannaggio del polacco Michał Kwiatkowski, il quale completò il percorso in 4h00'25", alla media di 42,227 km/h, precedendo il messicano Isaac Del Toro e lo spagnolo Ibon Ruiz.
Sul traguardo di Úbeda 68 ciclisti, degli 89 partenti, portarono a termine la competizione.

## Squadre e corridori partecipanti
| N.    | Cod. | Squadra                 |
| ----- | ---- | ----------------------- |
| 1-7   | MOV  | Movistar Team           |
| 11-17 | IGD  | Ineos Grenadiers        |
| 21-27 | UAD  | UAE Team Emirates       |
| 31-37 | TVL  | Team Visma-Lease a Bike |
| 41-47 | BBH  | Burgos-Burpellet-BH     |
| 51-57 | CJR  | Caja Rural-Seguros RGA  |
| 61-67 | EUS  | Euskaltel-Euskadi       |

| N.      | Cod. | Squadra                    |
| ------- | ---- | -------------------------- |
| 71-77   | TBF  | Team Flanders-Baloise      |
| 81-87   | IBA  | Illes Balears Arabay       |
| 91-97   | Q36  | Q36.5 Pro Cycling Team     |
| 101-107 | ESP  | Spagna                     |
| 111-117 | EKP  | Equipo Kern Pharma         |
| 121-126 | DAT  | Decathlon AG2R La Mondiale |

## Ordine d'arrivo (Top 10)
| Pos. | Corridore      | Squadra   | Tempo    |
| ---- | -------------- | --------- | -------- |
| 1    | M. Kwiatkowski | Ineos     | 4h00'25" |
| 2    | Isaac Del Toro | UAE       | a 31"    |
| 3    | Ibon Ruiz      | Kern      | a 46"    |
| 4    | J. Labrosse    | Decathlon | a 1'53"  |
| 5    | Axel Laurance  | Ineos     | s.t.     |
| 6    | Eric Fagúndez  | Burgos    | a 1'57"  |
| 7    | C. Berthet     | Decathlon | s.t.     |
| 8    | Carlos Canal   | Movistar  | s.t.     |
| 9    | Ben Tulett     | Visma     | a 1'59"  |
| 10   | Tim Wellens    | UAE       | a 2'00"  |